# Soup (松本梨香の曲)
「Soup」(スープ)は、2015年11月18日にリリースされた松本梨香の16枚目のシングルである。規格品番はLRICP-0001。

## 解説
森田健が取材した中国奥地の生まれ変わりの村での調査をもとにしたベストセラー・ノンフィクション『生まれ変わりの村(1) - (3)』『スープ(1)』を映画化する際、主題歌の作詞作曲を自ら手がけ、約1年をかけて書き下ろされた。
タイトルの「Soup」は生まれ変わりの村での証言から、前世の記憶を無くすというスープを元にした。2014年12月6日 - 12月19日にシネマート六本木でのプレミアム上映会で『生まれ変わりの村』の主題歌・挿入歌として初披露された。
その後制作されたPVでも自ら撮影に挑み、約半年近くをかけて完成する。発売から首都圏、関東圏を中心に各局でオンエアされ、2015年12月19日より有線放送で流れはじめると、2016年1月16日にはUSEN HITインディーズ・ランキング1位、USEN HITアニメ・ランキング3位、USENリクエストJ-POP HOT30 8位にランクインする。2016年3月末で、USEN HIT J-POPランキング40位、USEN HITインディーズ・ランキング3か月連続1位、USEN HITアニメ・ランキングTOP3にランクイン。2016年間 USEN HIT ランキングでは、インディーズ・ランキング1位、USEN HITアニメ・ランキング1位にランクインし、ロングランヒットを記録している。

## 収録曲
1. Soup
  - 作詞：森田健 / 作曲：森田健 / 編曲：菊池裕
2. Soup（オリジナル・カラオケ）